# Epics
Epics Inc. (株式会社epics?) è un'azienda giapponese di videogiochi. Fondata nel giugno 1999, è specializzata nella produzione e distribuzione di titoli per console e smartphone.
Oltre a dedicarsi allo sviluppo di applicazioni mobili per iOS e Android, la società ha realizzato la serie di videogiochi PoPoLoCRoIS, i titoli Ape Escape Racing, Digimon Championship e Nanashi no Game, e la versione per PlayStation Portable di PaRappa the Rapper.